# Robotsystem 70
Das Robotsystem 70 (kurz RBS 70) ist ein schwedisches schultergestütztes Kurzstrecken-Boden-Luft-Lenkwaffensystem (MANPADS) zur Bekämpfung von Helikoptern und Kampfflugzeugen in geringen Flughöhen.

## Entwicklung
Das Robotsystem 70 wurde als Ergänzung zu den existierenden schwedischen Flugabwehrsystemen konzipiert. Es sollte günstig in der Anschaffung sein, einfach bedienbar und effektiv im Kurzstreckenbereich. Vor dem RBS-70-System verwendeten die schwedischen Streitkräfte US-amerikanische Flugabwehrraketensysteme wie das HAWK-FlaRak-System und das veraltete Redeye-MANPADS. Entwickelt und hergestellt wurde das System vom schwedischen Unternehmen Saab Bofors Dynamics (SBD). Das System wurde 1977 in die Armee eingeführt. Verwendet werden die RB-70-Lenkwaffen. Bis Ende 2018 wurden 1600 Startgeräte sowie 18.000 Lenkwaffen produziert und weltweit exportiert.

## Technik
Die RBS-70 kann gegen Flugzeuge, Hubschrauber, unbemannte Luftfahrzeuge sowie leicht gepanzerte Bodenziele eingesetzt werden.
Die Lenkwaffe ist in einem GFK-Transport- und Startrohr untergebracht und wird direkt aus diesem gestartet. Das System wird normalerweise von zwei Mann transportiert. Einer trägt die Abschussvorrichtung mit Lenkgerät und Gestell, der andere trägt zwei Lenkwaffenbehälter. Das Herstellen der Feuerbereitschaft dauert rund 30 Sekunden. Externe Radaranlagen können dem RBS-70-System Ziele zuweisen. Schweden verwendet das Radarsystem PS-70 Giraffe. Ebenso können auch Radargeräte vom Typ HARD oder PSTAR verwendet werden. Die Radardaten werden auf dem Display des Lagedarstellungsgeräts an der Starteinheit dargestellt.
RBS 70 arbeitet nach dem SACLOS-Lenksystem (Halbautomatische Kommandolenkung). Die Lenkwaffe wird mittels eines Laser-Leitstrahls an das Ziel herangeführt. Der Schütze braucht dabei lediglich das Ziel im Fadenkreuz zu verfolgen. Kommt das Flugziel in den Ansprechradius des Laser-Näherungszünder, wird der Gefechtskopf gezündet. Bei einem Direkttreffer wird der Sprengkopf durch den Aufschlagzünder gezündet. Der Gefechtskopf besteht aus einer 1,1 kg wiegenden Hohlladung um die rund 3000 Pellets aus Wolfram angebracht sind.
Die erste Version (Mk. 0) des RBS 70 stammt aus den 1970er-Jahren und hatte, verglichen mit anderen schultergestützten Flugabwehrsystemen, eine geringere prozentuale Treffer-Wahrscheinlichkeit und eine geringere Reichweite. Diese Mängel wurden aber in den deutlich moderneren Versionen Mk. 1 und Mk. 2 behoben. Gemäß Hersteller erreichen diese Modelle eine Treffererwartung von 90 bis 95 %.

## Varianten
- RBS 70 (Mk.0): Erste Serienversion eingeführt 1977. Bekämpfungsreichweite 5000 m, Einsatzhöhe 3000 m, Fluggeschwindigkeit Mach 1,5.
- RBS 70 (Mk.1): Zweite Serienversion eingeführt 1990. Bekämpfungsreichweite 6000 m, Fluggeschwindigkeit Mach 1,6.
- RBS 70 (Mk.2): Dritte Serienversion eingeführt 1993. Mit verbesserter Elektronik und größerem Sprengkopf mit Näherungszünder. Bekämpfungsreichweite 7000 m, Einsatzhöhe 4000 m, Fluggeschwindigkeit Mach 1,8.
- RBS 70 (BOLIDE): Version eingeführt 2001. Mit verbesserter Elektronik und neuer BOLIDE-Lenkwaffe. Bekämpfungsreichweite über 9000 m, Einsatzhöhe bis 5000 m, Fluggeschwindigkeit über Mach 2. Zur Bekämpfung von Marschflugkörpern und Drohnen
- RBS 70NG: Version vorgestellt 2011. Komplett nachtkampftauglich dank neuer Zieloptik, neuem Wärmebildgerät und verbesserter Elektronik. Verwendet die BOLIDE Lenkwaffen.
- RBS 90: Version vorgestellt 1991. Mit fernbedienbarem Doppel- oder Dreifachwerfer. Dank Wärmebildgerät und PS-91 HARD 3D-Suchradar ist diese Version nachtkampftauglich. Zum Einsatz kommen die Mk. 1 und Mk. 2 Lenkwaffen.[3][4]

## Nutzerstaaten
Eintrag im Trade Register:
- Argentinien – 60
- Australien – 250
- Bahrain – 161
- Bangladesch
- Brasilien – 130
- Finnland – 450
- Indonesien – 150
- Iran – 200
- Irland – 100
- Lettland – 202
- Litauen – 71
- Mexiko – unbekannte Anzahl
- Norwegen – 4.800
- Pakistan – 2.180
- Singapur – 600
- Schweden – unbekannte Anzahl
- Tschechien – 170
- Thailand – 90
- Tunesien – 300
- Ukraine – unbekannte Anzahl im Rahmen der Auslandshilfen für die Ukraine aus NATO-Beständen geliefert.[6]
- Vereinigte Arabische Emirate – 143
- Venezuela – 400